# 河中石兽
《河中石兽》是中国大陆人教版初中语文教材课文，选自纪晓岚著《阅微草堂笔记》卷十六《姑妄听之》，标题为编者所加。

## 内容
沧州南一寺庙山门前有两座石兽沉入河底。僧人重修寺庙，往下游找石兽，找了十几里还是没找到。一位讲学家说：石头坚硬沉重，沙子疏松轻浮，因此石兽逐渐沉到了沙的深处。大家认为他说得对。
一位老河兵听说后说：河中失石，应于上游寻求，河水不能冲走石头，由于石头的反激，一定在石头下面冲走沙子形成坑，坑深到了石头的一半，石头必定倒在坑中，像这样不停翻转，石头就移动到上游了。人们按照他的话去做，果然在几里之外找到了石兽。该文最后评论说：可见天下之事，不可以主观臆测。

## 评论
汪泰陵《清文选》评论：“本文虽然短小，但结构却相当严谨。寺僧的话、讲学家的话、特别是老河兵的话，一层深似一层，犹如剥笋一般，极具说服力。文章的语言亦精练准确，有一种不容辩驳的力量在。”
质疑的意见认为，老河兵的话不符合物理学知识，因为石兽向上游移动的位移是以下沉的位移为代价的，不会移动数里之远。初中部编版语文教材在课文后给出一则阅读材料：早已沉入黄河底的黄河铁牛，于1989年发掘时仍在原址。2023年，部编版语文教材用沈括文章《活版》代替了《河中石兽》。

## 外部连接
- 维基文库中的相關文獻：阅微草堂笔记/卷16
- 維基教科書中有關初中语文/七年级下册/河中石兽（纪昀）的文本